# Пінгвін білогорлий
Пінгвін білогорлий, або пінгві́н Шле́геля (Eudyptes schlegeli) — вид птахів з роду червонодзьобий пінгвін родини пінгвінових. Видова назва на честь німецького вченого Германа Шлегеля.

## Опис
Загальна довжина тіла коливається від 66 до 76 см, вага — 4-5 кг, інколи до 5,5 кг. Спостерігається статевий диморфізм: самиці трохи менші за самців. Має жовті чи помаранчеві пір'я на голові і чорні хрестоподібні смуги, що йдуть від верхівки голови до боків, в чому схожий на золотоволосого пінгвіна. Відрізняється білим підборіддям.

## Спосіб життя
Багато час проводить у морі. Живиться крилем, дрібною рибою, зоопланктоном. Склад їжі змінюється в залежності від місцезнаходження пінгвіна.
Статева зрілість настає в 12 місяців. Під час парування самець нависає над самицею і погладжує її спину і боки крилами — плавниками. Після короткого ритуалу залицяння самець підіймається на самицю і запліднює її.
Цей пінгвін моногамний. Розмножується на острові Маккворі з вересня по березень. Першими прибувають самці, які розпочинають будівництво гнізд, матеріалом для яких служить трава і дрібне каміння. Вони настільки характерні, що їх не сплутати з гніздами інших видів. Самиці прибувають на початку жовтня і до кінця місяця відкладають яйця. Колонії можуть бути від 70 до 500 000 пар. Самиця відкладає в гніздо 2 яйця, але насаджує лише друге, більше. Інкубація триває 30—40 днів. Наступні 10—20 днів пінгвінненята проводять під захистом і заступництвом самця, а самиця в цей час постачає їх їжею. У віці 70 днів пташеня залишає гніздо і починає самостійне життя.

## Розповсюдження та чисельність
Мешкає на тихоокеанських островах Маккуорі та Кемпбелл. Налічується близько 850 000 пар.